# Niemcewicz od przodu i tyłu
Niemcewicz od przodu i tyłu – pierwsza publikacja książkowa Karola Zbyszewskiego, która pierwotnie została napisana jako praca doktorska, pod kierunkiem prof. Marcelego Handelsmana. Została jednak odrzucona przez radę naukową Wydziału Humanistycznego Uniwersytetu Warszawskiego.
Nieobroniona praca ukazała się na początku 1939 roku nakładem Towarzystwa Wydawniczego „Rój” z dedykacją autora: „Młodym historykom nieprzyjętą tę pracę doktorską poświęcam”. Książka będąca życiorysem Juliana Ursyna Niemcewicza napisanym w postaci pamfletu polityczno-historycznego, językiem potocznym, wręcz dosadnym, rozeszła się szybko i spotkała się z szerokim oddźwiękiem (ukazało się ponad 50 recenzji). Po dwóch miesiącach pojawiło się drugie wydanie, wzbogacone o dodatkową przedmowę, będącą odpowiedzią na liczne artykuły prasowe.

## Wydania polskie
- Karol Zbyszewski: Niemcewicz od przodu i tyłu. Warszawa: Towarzystwo Wydawnicze „Rój”, 1939, s. 366.
- Karol Zbyszewski: Niemcewicz od przodu i tyłu. Warszawa: Towarzystwo Wydawnicze „Rój”, 1939, s. 378.
- Karol Zbyszewski: Niemcewicz od przodu i tyłu. Londyn: Polska Fundacja Kulturalna, 1986, s. 378. ISBN 0-85065-137-9.
- Karol Zbyszewski: Niemcewicz od przodu i tyłu. Warszawa: Gebethner i S-ka, 1991, s. 389. ISBN 83-85205-12-8.
- Karol Zbyszewski: Niemcewicz od przodu i tyłu. Warszawa: Świat Książki, 1999, s. 420. ISBN 83-7227-218-2.
- Karol Zbyszewski: Niemcewicz od przodu i tyłu. Poznań: Zysk i S-ka, 2013, s. 469. ISBN 978-83-7785-115-9.